# Pepi Sonuga
Pepi Sonuga (Lagos, 8 settembre 1993) è una cantante, attrice e modella statunitense di origine nigeriana.
Conosciuta per i ruoli di Lacey Emery in Ash vs Evil Dead e Tangey Turner in Famous in Love.

## Filmografia

### Cinema
- Under the Silver Lake, regia di David Robert Mitchell (2018)
- Thriller, regia di Dallas Jackson (2018)
- Leprechaun Returns, regia di Steven Kostanski (2018)
- The Six Triple Eight, regia di Tyler Perry (2024)

### Televisione
- General Hospital – soap opera, episodi 12.888, 12.897, 12.909 (2013)
- The Fosters – serie TV, 6 episodi (2016)
- Lab Rats: Elite Force – serie TV, episodio 1x07 (2016)
- Ash vs. Evil Dead – serie TV, 4 episodi (2016)
- Famous in Love – serie TV, 20 episodi (2017-2018)
- 9-1-1 – serie TV, episodio 3x07 (2019)
- Into the Dark – serie TV, episodio 2x6 (2020)
- Pam & Tommy – serie TV, 4 episodi (2022)
- Walker – serie TV, episodi 3x12-3x13 (2023)

## Doppiatrici italiane
Nelle versioni in italiano delle opere in cui ha recitato, Pepa Sonuga è stata doppiata da:
- Eva Padoan in Famous in Love
- Lavinia Paladino in 9-1-1
- Joy Saltarelli in Into the Dark
- Giulia Franceschetti in Pam & Tommy
- Perla Liberatori in Walker
- Elisa Giorgio in The Six Triple Eight